# Alden Ehrenreich
Alden Caleb Ehrenreich, född 22 november 1989 i Los Angeles, Kalifornien, är en amerikansk skådespelare.
Under våren 2016 fick han rollen som en yngre Han Solo i en solo/prequel-film om karaktären från Star Wars tidigare spelad av Harrison Ford.

## Filmografi i urval
- 2009 – Tetro
- 2010 – Somewhere
- 2011 – Twixt
- 2013 – Beautiful Creatures
- 2013 – Blue Jasmine
- 2013 – Stoker
- 2015 – Running Wild
- 2016 – Hail, Caesar!
- 2016 – Rules Don't Apply
- 2017 – The Yellow Birds
- 2018 – Solo: A Star Wars Story
- 2023 – Cocaine Bear
- 2026 – Weapons